# Goldener Prometheus (Filmpreis)
Der Goldene Prometheus ist der höchste Filmpreis des seit 2000 stattfindenden Tbilisi International Film Festivals. Die Figur des Filmpreises ist die Sagengestalt Prometheus. Mit dem Goldenen Prometheus wird der beste Film des Wettbewerbs ausgezeichnet, der beste Regisseur erhält den Silbernen Prometheus.
Bisher wurden folgende Filme ausgezeichnet.
|      | Goldener Prometheus           | Goldener Prometheus     | Goldener Prometheus                        | Silberner Prometheus | Silberner Prometheus | Silberner Prometheus  |
| Jahr | Film                          | Regisseur               | Land                                       | Film                 | Regisseur            | Land                  |
| ---- | ----------------------------- | ----------------------- | ------------------------------------------ | -------------------- | -------------------- | --------------------- |
| 2007 | Kleine Tricks                 | Andrzej Jakimowski      | Polen                                      | Simple Things        | Alexei Popogrebski   | Russland              |
| 2006 | Knallhart                     | Detlev Buck             | Deutschland                                | Glut                 | Fred Kelemen         | Lettland, Deutschland |
| 2005 | Schildkröten können fliegen   | Bahman Ghobadi          | Iran, Frankreich, Irak                     | 13 Tzameti           | Géla Babluani        | Frankreich, Georgien  |
| 2004 | Crimson Gold – Blutrotes Gold | Jafar Panahi            | Iran                                       | Hush, Hush Baby!     | Albert Ter Herdt     | Niederlande           |
| 2003 | Schussangst                   | Dito Tsintsadze         | Deutschland                                | Edi                  | Piotr Trzaskalski    | Polen                 |
| 2001 | Verboden te zuchten           | Alex Stockman           | Belgien                                    | Mondialito           | Nikolas Wadimoff     | Frankreich, Schweiz   |
| 2000 | Luna Papa                     | Bachtijor Chudoinasarow | Österreich, Deutschland, Russland, Schweiz | Lost Killers         | Dito Tsintsadze      | Deutschland           |